# Artur Menezes
Artur Menezes es un guitarrista, cantante y compositor brasileño de blues y blues rock nacido en 1985. 

## Trayectoria
Originario de Brasil, Menezes mostró interés por la música desde pequeño, inicialmente influenciado por su hermano mayor que le introduce dentro del mundo del rock. Alrededor de los 13 años, tras descubrir el blues a través de la guitarra eléctrica, decide centrarse en este género. En Chicago donde por circunstancias familariares pasa varios años (2006, 2007, 2011) se le presenta la oportunidad de tomar parte en jam sessions con músicos de la ciudad. En 2010 graba su primer álbum, Early To Marry, publicado por Tratore Brasil.
En 2013 realiza una gira por Argentina, publica su segundo album, 2 y se convierte en uno de los fundadores de 'Casa do Blues' en Brasil. En 2014 participa en el festival Augustibluus en Estonia y toca en diversos clubs del Reino Unido. En 2015 hace una gira por México y publica su tercer álbum, Drive Me.
En 2017 comparte escenario con Joe Satriani en Brasil y en 2018, junto a su banda, resulta ganador del "Albert King Award" al mejor guitarrista en el International Blues Challenge de Memphis, además de obtener el tercer puesto en la categoría de mejor banda. Ese mismo año publica Keep Pushing, producido por Josh Smith. En Estados Unidos, Menezes actúa como telonero de Bobby Rush en Los Ángeles.
En 2019 es seleccionado por Eric Clapton para actuar en el Crossroads Guitar Festival en Nueva York. Su quito disco, Fading Away (2020), incluye la colaboración de Joe Bonamassa y fue producido por Josh Smith. Además de su carrera como músico, Menezes enseña guitarra en el Musicians Institute de Hollywood y ofrece cursos y masterclasses en línea.

## Discografía
| Año  | Título         | Sello discográfico |
| ---- | -------------- | ------------------ |
| 2010 | Early To Marry | Tratore Brasil     |
| 2013 | 2              | Tratore Brasil     |
| 2015 | Drive Me       | Tratore Brasil     |
| 2018 | Keep Pushing   | Independiente      |
| 2020 | Fading Away    | Vizztone Records   |
| 2023 | AM/FM (EP)     | Black Hill Records |